# Erik Hayser
Erik Hayser (Santiago de Querétaro, 13 de dezembro de 1980) é um ator, produtor e empresário mexicano. Estudou interpretação no Centro de Formación Actoral (CEFAC). Ele é reconhecido internacionalmente devido ao seu papel como Diego Nava Martinez na série política, Ingobernable. Começou sua carreira atuando na novela da TV Azteca, Enamórate.

## Carreira
Estudou atuação no Centro de Formación Actoral (CEFAC). Começou sua carreira em 2002, na telenovela Enamórate, da TV Azteca. Ao longo de sua carreira, participou de novelas como Soñarás, Mientras haya vida, Alma legal, entre outras.
Em 2011, interpretou um dos protagonistas da novela Octavo mandamiento.
Em 2012, ele interpretou o protagonista da novela Dulce amargo, ao lado de Scarlet Ortiz.
Em 2014, fez sua estreia na Telemundo, interpretando o protagonista masculino da novela Camelia la Texana, junto a Sara Maldonado.
Ainda em 2014, protagonizou a novela Los miserables, junto com Aracely Arámbula.
Em 2017, participou da segunda temporada de Sense8.
Em 2021, Hayser ficou mundialmente conhecido ao fazer sua estreia na Netflix, onde protagonizou a série Oscuro deseo, ao lado de Maite Perroni e Alejandro Speitzer.

## Filmografia

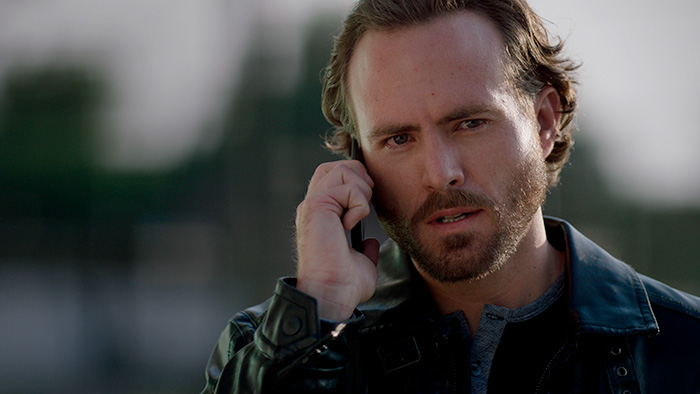
Erik como Alejandro em La Hermandad (2016).

### Cinema
| Ano  | Título                       | Personagem  | Notas                      |
| ---- | ---------------------------- | ----------- | -------------------------- |
| 2009 | Sin retorno                  | Chespi      | Também produtor e escritor |
| 2017 | El que busca encuentra       | Jorge Ashby |                            |
| 2018 | Ya veremos                   | Enrique     |                            |
| 2019 | En las buenas y en las malas | Roy         |                            |

### Televisão
| Ano       | Título                   | Personagem                     | Notas                                            |
| --------- | ------------------------ | ------------------------------ | ------------------------------------------------ |
| 2004      | Soñarás                  | Eric                           |                                                  |
| 2005      | La vida es una canción   | —                              |                                                  |
| 2006      | Ángel, las alas del amor | Iván                           |                                                  |
| 2007      | Mientras haya vida       | Daniel                         |                                                  |
| 2008      | Alma legal               | Flavio                         |                                                  |
| 2008      | Cambio de vida           | René                           | 2 episódios                                      |
| 2010      | Bienes raíces            | Manuel                         | Episódio: "Vas a estar bien"                     |
| 2010      | Capadocia                | Andrés Soto                    | Episódio: "Señor, ¿por qué me has abandonado?"   |
| 2010      | Las Aparicio             | Alejandro López Cano           | Elenco regular; 120 episódios                    |
| 2011–2012 | El octavo mandamiento    | Diego San Millán               |                                                  |
| 2012–2013 | Dulce amargo             | Nicolás Fernández Leal         | Protagonista; 118 episódios                      |
| 2014      | Camelia la Texana        | Emilio Varela / Aarón Varela   | Protagonista; 37 episódios                       |
| 2014–2015 | Los miserables           | Daniel Ponce                   | Protagonista; 119 episódios                      |
| 2015      | Caminos de Guanajuato    | Gilberto Coronel               | Protagonista; 65 episódios                       |
| 2016–2017 | La Hermandad             | Alejandro                      | 16 episódios                                     |
| 2017      | Drunk History            | Gonzalo Guerrero               | Episódio: "El español maya y la mano de Obregón" |
| 2017–2018 | Sense8                   | Raoul                          | Papel recorrente (temporadas 1–2); 6 episódios   |
| 2017–2018 | Ingobernable             | Presidente Diego Nava Martínez | 20 episódios                                     |
| 2018      | El Recluso               | Jeremy Jones                   | 6 episódios                                      |
| 2019      | Preso No. 1              | Presidente Carmelo Alvarado    | Protagonista; 44 episódios                       |
| 2020      | Oscuro deseo             | Esteban Solares                | Protagonista; 18 episódios                       |
| 2021      | Asesino del olvido       | Francisco Pira                 |                                                  |

### Teatro
- Departamento de solteros (2002)
- Encuentros (2007–08)
- El hombre perfecto (2007–09)
- La Dalia Negra